# World Scientific
World Scientific Publishing è una casa editrice accademica di libri scientifici, tecnici e medici e di riviste con sede a Singapore. L'azienda è stata fondata nel 1981. Pubblica circa 600 libri all'anno nonché 135 riviste in vari campi. Nel 1995, World Scientific fondò, con l'Imperial College of London, l'Imperial College Press, con sede a Londra.

## Struttura dell'azienda
L'ufficio principale dell'azienda è a Singapore. Il presidente del consiglio di amministrazione e il caporedattore è il Dr. Phua Kok Khoo, mentre l'amministratore delegato è Doreen Liu. L'azienda è stata co-fondata da loro nel 1981.

### Imperial College Press
Nel 1995 l'azienda co-fondò l'Imperial College Press, specializzata in ingegneria, medicina e tecnologia dell'informazione, con l'Imperial College London. Nel 2006, World Scientific diventò il solo proprietario dell'Imperial College Press, sotto una licenza concessa dall'università. Infine, nell'agosto del 2016, ICP fu integrata totalmente in World Scientific con il nome World Scientific Europe.

## Controversia
Nel 2014, il Singapore Literature Prize fu accusato di aver premiato per la categoria di saggistica World Scientific, sponsor della categoria. Tuttavia, il nome ufficiale dell'edizione del 2014 era “Singapore Literature Prize (Categoria di saggistica)”. Il premio è attualmente chiamato "Singapore Literature Prize (Categoria di saggistica creativa)". Un libro pubblicato da World Scientific, intitolato The Leader, The Teacher & You di Lim Siong Guan (2013), fu vincitore del premio per la saggistica in inglese (English Non-fiction). La giuria per il Singapore Literature Prize per la saggistica erano indipendenti e nominato dal Book Council.